# NGC 624
NGC 624 is een spiraalvormig sterrenstelsel in het sterrenbeeld Walvis. Het hemelobject werd op 28 november 1785 ontdekt door de Duits-Britse astronoom William Herschel.

## Synoniemen
- PGC 5932
- MCG -2-5-10
- IRAS01333-1015